# Luis Pella Granda
Luis Leopoldo Pella Granda (Lima, 15 de febrero de 1948) es un administrador de empresas y político peruano. Fue congresista de la república para el breve periodo 2000-2001 en reemplazo de Alberto Kouri, quién fue destituido por el caso de los Vladivideos.

## Biografía
Nació en la ciudad de Lima, el 15 de febrero de 1948.
Tiene estudios de Gerencia Municipal, de Seguridad Petrolera y de Gerencia de Administración de Seguridad. También es administrador de empresas y fue presidente de la Cámara Peruana de Vigilancia Privada, así como de la Cámara Peruana de Policía Particular y asesor de la Asociación de Ganaderos  y Lecheros en Piura.

## Carrera política
Se inició en la política cuando fue candidato al Congreso de la República por el Frente Independiente Moralizador en 1995 sin tener éxito.

### Congresista de la República
En las elecciones parlamentarias del año 2000, se integró al partido Perú Posible y postuló nuevamente al Congreso de la República donde solo logró obtener 18,583 votos.
El 22 de febrero del 2001, tras la destitución al congresista tránsfuga Alberto Kouri por su fuga a Miami luego de la difusión de su Vladivideo, Pella fue convocado como congresista accesitario y juramentó ante el Congreso de la República para completar el breve periodo 2000-2001. Posteriormente, su cargo congresal fue reducido hasta julio del 2001 tras la caída del nefasto régimen fujimorista y la presidencia transitoria de Valentín Paniagua, donde luego se convocaron a nuevas elecciones generales.
Pella luego se afilió al partido Acción Popular e intentó ser reelegido como congresista representando al departamento de Piura, sin embargo, no resultó reelegido. Luego se presentó como candidato al Gobierno Regional de Piura en las elecciones regionales del año 2002 sin éxito y de igual manera en las elecciones del 2010.
Su última participación fue en las elecciones parlamentarias del año 2011 donde postuló nuevamente al Congreso de la República por el partido Fonavistas del Perú.